# Christiaan Scholtz
Christiaan Petrus Scholtz (Stutterheim, 22 de octubre de 1970) es un exjugador sudafricano de rugby que se desempeñaba como centro.

## Selección nacional
Fue convocado a los Springboks por primera vez en octubre de 1994 para enfrentar a los Pumas en el también debut del entrenador Kitch Christie y disputó su último partido en junio de 1995 contra los Manu Samoa, fue un jugador de un paso fugaz por su seleccionado. En total solo jugó 4 partidos y no marcó puntos.

### Participaciones en la Copa del Mundo
Participó de la Copa Mundial de Sudáfrica 1995 donde se consagró campeón del Mundo. Small fue suplente de Japie Mulder por lo que jugó los partidos menos importantes, como los restantes por fase de grupos y los cuartos de final donde los Springboks jugaron con suplentes nuevamente.
| Mundial                       | Sede      | Resultado | PJ | Tries |
| ----------------------------- | --------- | --------- | -- | ----- |
| Copa Mundial de Rugby de 1995 | Sudáfrica | Campeón   | 3  | 0     |

## Palmarés
- Campeón de la Currie Cup de 1994.